# Walther Fürst (Jurist)
Walther Fürst (* 10. Februar 1912 in Tauberbischofsheim; † 23. Oktober 2009) war ein deutscher Jurist und Präsident des Bundesverwaltungsgerichts (BVerwG).

## Biografie
Der Sohn des Professors Johann Fürst absolvierte nach dem Besuch des Humanistischen Markgrafen-Gymnasium in Karlsruhe-Durlach sowie des Berthold-Gymnasium in Freiburg im Breisgau ein Studium der Rechtswissenschaften an der Albert-Ludwigs-Universität Freiburg sowie der Christian-Albrechts-Universität zu Kiel. Nach der Zweiten Juristischen Staatsprüfung sowie der Promotion zum Doktor der Rechtswissenschaften trat er 1938 als Assessor in den Kommunaldienst der Republik Baden. Während des Zweiten Weltkrieges war er Angehöriger der Wehrmacht und wurde zuletzt zum Leutnant der Nachrichtentruppe befördert.
Nach dem Ende des Zweiten Weltkrieges wurde er 1947 Regierungsrat im Landratsamt Emmendingen, wo er die Funktion des Landrats als Amtsverweser ausführte. 1950 wurde er Verwaltungsgerichtsdirektor des Verwaltungsgerichts (VG) Freiburg. Zugleich wurde er 1951 zunächst nebenamtlicher Richter am Badischen Staatsgerichtshof. Nach der Gründung des Bundeslandes Baden-Württemberg erfolgte 1952 seine Wahl zum Richter am vorläufigen Staatsgerichtshof für das Land Baden-Württemberg.
Bereits ein Jahr darauf wurde er 1953 nach Gründung des Bundesverwaltungsgerichts (BVerwG) in Berlin vom Richterausschuss des Bundestages zu einem der ersten Richter am Bundesverwaltungsgericht gewählt. 1956 wurde er Vorsitzender Richter des VI. Senats des BVerwG, der für das öffentliche Dienstrecht zuständig war. 1971 erfolgte dann seine Ernennung zum Vizepräsidenten des Bundesverwaltungsgerichts.
Nachdem der damalige Präsident des BVerwG, Wolfgang Zeidler, 1975 als Richter an das Bundesverfassungsgericht zurückging, wurde er nach längeren Diskussionen um die Neubesetzung des Präsidentenamtes schließlich 1976 Präsident des Bundesverwaltungsgerichts. 1980 wurde er durch Horst Sendler abgelöst.
Neben seiner richterlichen Tätigkeit war Fürst ferner Hochschullehrer an den Hochschulen Berlins und an der Verwaltungsakademie Berlin sowie Mitglied des Justizprüfungsamtes Berlin. In der Fachöffentlichkeit bekannt war Walther Fürst als langjähriger Herausgeber des „Gesamtkommentars Öffentliches Dienstrecht“ (GKÖD), der mit den Bänden I Beamtenrecht des Bundes und der Länder, Richterrecht und Wehrrecht, II Disziplinarrecht des Bundes und der Länder, III Besoldungsrecht des Bundes und der Länder, IV Recht der Arbeitnehmer im öffentlichen Dienst und V Personalvertretungsrecht des Bundes und der Länder wohl das umfangreichste Werk zu diesem Thema ist. Fürst hat diese Herausgeberschaft erst im Juni 2009 beendet.
1983 wurde er von Bundespräsident Karl Carstens in die Sachverständigenkommission zur Begutachtung der Parteienfinanzierung berufen. Fürst war Mitglied der katholischen Studentenverbindung K.St.V. Germania Hohentwiel Freiburg im KV.
Zu seinem 90. Geburtstag widmeten ihm Weggefährten eine Festschrift (Öffentliches Dienstrecht im Wandel [2002]).

## Auszeichnungen
- 1980: Großes Verdienstkreuz mit Stern und Schulterband des Verdienstordens der BRD
- Großes Goldenes Ehrenzeichen am Bande der Republik Österreich

## Veröffentlichungen
- Beamtenrecht des Bundes und der Länder, Richterrecht und Wehrrecht (= Walther Fürst, Ingeborg Franke, Hans-Dietrich Weiß [Hrsg.]: GKÖD. Gesamtkommentar öffentliches Dienstrecht. Band I). Erich Schmidt Verlag, Berlin 2019, ISBN 978-3-503-00895-7.
- Rechtsschutzfragen zur Dienstaufsicht über Richter. In: Festschrift für Wolfgang Zeidler, 1987, S. 175 ff. (mit Horst Arndt).
- Grundgesetz. 3. Auflage, 1982 (mit Hellmuth Günther).
- Beamtenrecht. 1987 (mit Arved Strecker).